# لوکاس کاچمارک
لوکاس کاچمارک (متولد ۲۹ ژوئن ۱۹۹۴) یک بازیکن والیبال اهل لهستان است. وی در پست اسپکر در تیم یازچمبسکی ونگل و تیم ملی والیبال مردان لهستان حضور دارد. وی عضو تیم ملی لهستان در بازی‌های المپیک تابستانی ۲۰۲۰ و والیبال قهرمانی مردان جهان ۲۰۲۲ بود.او در لیگ ملت های 2023 به عنوان بهترین بازیکن آبشار زننده رو به رویی(قطر پاسور) انتخاب شد